# Louise de Mailly
Pour les articles homonymes, voir de Mailly.
Louise de Mailly, abbesse de la Trinité de Caen (abbaye aux Dames), est nommée abbesse du Lys en 1530 par François Ier, où elle succède à Jehanne d'Anquoy. Elle demeure abbesse au Lys, non sans quelques difficultés, jusqu'à sa mort en août 1556.

## Biographie

### Famille
Louise de Mailly est la fille de Louise de Montmorency, sœur du connétable de Montmorency, et de Ferry de Mailly. Elle est la demi-sœur d'Odet de Coligny, cardinal de Châtillon, et de François d'Andelot, sa mère Louise de Montmorency ayant épousé en secondes noces Gaspard de Coligny. Cette parenté avec deux des plus illustres familles du royaume explique sans doute sa nomination à Notre-Dame du Lys.

### Vocation religieuse
Cumulant la direction de deux abbayes, il semble qu'elle ait été la première abbesse commendataire du Lys. Cette double charge déplait aux religieuses de Notre-Dame du Lys. Aussi décident-elles, en 1540, de la déposer et d'élire une autre abbesse, Marie Samson. La réponse du roi ne se fait pas attendre. Par les lettres du 23 avril 1540, données au Bec, François Ier ordonne à frère Simon, abbé de Chaalis, de l'ordre de Cîteaux, de faire sortir immédiatement du couvent "la soy-disant abbesse du monastère du Lys par l'élection des religieuses contre le vouloir et intention du Roy." Dès le 29 avril, l'abbé se transporte au Lys et fait comparaitre devant lui et plusieurs autres ecclésiastiques, assemblés dans la salle capitulaire, les religieuses qu'on interroge séparément : sept sont particulièrement dévouées à la cause de Marie Samson. Le lendemain matin, Marie Samson et les sept religieuses fidèles sont conduites en différents monastères.
En 1556, son demi-frère, le cardinal de Châtillon, commande son tombeau (aujourd'hui disparu) au sculpteur Jean Goujon